# Левее центра
Левее центра (тур. Ortanın solu) — политическая идеология, использовавшаяся в 1960-70-х годах турецкой Республиканской народной партией. Её сторонник Бюлент Эджевит, возглавивший партию в 1966 году, ставил задачей её трансформацию в социал-демократическую силу, укоренённую в трудящихся классах.

## История

### Предыстория
Принятая в 1961 году Конституция Турции была более демократической, чем предыдущая, и после её принятия были созданы множество новых партий, в том числе социалистических. Особенно много шума наделала Рабочая партия Турции, ставшая первой социалистической партией, получившей места в Великом национальном собрании. В стороне от влияния социализма, находившегося на пике популярности, не смогла остаться и Республиканская народная партия — старейшая партия Турции

### Левее центра
Начиная с избирательной кампании, предваряющей выборы 1965 года, в риторике Республиканской народной партии стало использоваться выражение «Левее центра». Так определяли место партии на политическом спектре её лидер Исмет Инёню и министр труда Бюлент Эджевит. В одном из интервью Инёню сказал: «В действительности мы уже находимся левее центра после того, как приняли лаицизм. Если вы следуете принципу народности, то вы тоже левее центра». В другом интервью Инёню назвал партию этатистской и повторил, что она находится «левее центра». Лаицизм, народность и этатизм, о которых говорил Инёню, являются принципами («стрелами») Кемализма, таким образом, по словам Инёню выходило, что РНП занимала положение «левее центра» изначально. Эджевит же, в отличие от Инёню, пытался сделать РНП ещё более левой, превратив её фактически в социал-демократическую партию, хотя и без упоминания термина «социал-демократический». Наибольшую сенсацию произвели следующие сказанные Эджевитом 11 августа 1969 года во время избирательной кампании слова: «Земля принадлежит тем, кто её возделывает, а вода — тем, кто её использует» (тур. Toprak işleyenin, su kullananın).

### Раскол
Критики политики «Левее центра» называли её «коммунизмом» и, насмехаясь над ней, использовали выражение: «Левее центра, по пути в Москву» (тур. Ortanın Solu, Moskova'nın yolu). Одним из противников политики «Левее центра» был лидер депутатской группы РНП Турхан Фейзиоглу. Конфликт в итоге завершился тем, что Фейзиоглу вместе со своими сторонниками в 1967 году вышел из РНП и создал партию «Партия доверия». В 1972 году от РНП откололась ещё часть недовольных, они создали «Республиканскую партию», в мае того же года последовала отставка Исмета Инёню и лидером партии стал Бюлент Эджевит.

### РНП под руководством Бюлента Эджевита
Когда РНП возглавил Эджевит её поддержка возросла. До 1970-х годов РНП считалась партией интеллектуалов и не пользовалась поддержкой среди рабочих и сельских жителей. Лидерство Эджевита дало РНП поддержку рабочих, его называли «Эджевит — наша надежда», «Народный Эджевит» и «Караоглан» (в честь популярного в Турции тех времён персонажа комиксов). До 1980 года Эджевит трижды становился премьер-министром. На выборах 1977 года РНП получила рекордные 41 % голосов, но после этого её поддержка стала падать. После государственного переворота все существовавшие на тот момент партии были запрещены, но ещё до этого 30 октября 1980 года Эджевит ушёл с поста.

### После государственного переворота 1980 года
В 1983 году пришедшие к власти в результате государственного переворота военные разрешили создание новых партий, хотя и со строгими ограничениями. Новым партиям не было дозволено использовать названия существовавших ранее партий, а ряду известных политиков было запрещено занимать в новых партиях посты. Помимо этого, военные имели право отказывать создателям партий. Всё это в совокупности привело к тому, что число партий, которые могли принять участие в очередных парламентских выборах, было существенно ограничено. Выходцы из РНП создали две партии: социал-демократическую (СОДЕП), председателем которой стал сын Исмета Инёню Эрдал Инёню, работавший до этого преподавателем физики, и народную партию (НП), её главой стал бывший чиновник Недждет Джальп.
Военные запретили СОДЕП принимать участие в парламентских выборах и основной оппозиционной партией на парламентских выборах 1983 года стал НП, но на местных выборах 1984 года СОДЕП получила в 3 раза больше голосов, чем НП. Председатель народной партии Айдын Гювен Гюркан предложил Эрдалу Инёню объединиться, он согласился и 2 ноября 1985 года СОДЕП и НП объединились в Социал-демократическую народную партию (СДНП).
Через 12 дней после этого, 14 ноября 1985 года было создана Демократическая левая партия, которую возглавила жена Бюлента Эджевита Рахшан Эджевит. Несмотря на то, что лозунг «Левее центра» не использовался ни одной из новых партий, всё же название «Демократическая левая» напоминало «Левее центра».